# 沈敏娟
沈敏娟（1972年7月—），女，浙江德清人，中华人民共和国外交官，现任中华人民共和国驻蒙古国特命全权大使。

## 生平
沈敏娟曾任驻马来西亚大使馆一等秘书、驻印度尼西亚大使馆政务参赞和外交部亚洲司参赞。2018年，升任外交部亚洲司副司长。2023年9月，出任中华人民共和国驻蒙古大使。